# Jane (Saga de Ender)
Jane es un personaje ficticio de Orson Scott Card, autor de la Saga de Ender. Ella es una inteligencia artificial que existe a través de la red de ansibles la cual communica de forma instantánea los planetas y las naves espaciales a través de distancias galácticas. Aparece en las novelas La voz de los muertos, Ender el xenocida, e Hijos de la mente, y en el cuento Consejera de inversiones. Su "cara", un holograma generado por ordenador con el que habla con Ender, es descrito por este como juvenil, y dibujado en Primeros encuentros como con moño.
Este artículo se ha creado para definir la línea de tiempo de la Saga de Ender. Aparte del Cuarteto de Ender: El juego de Ender (1985), La voz de los muertos (1986), Ender el xenocida (1990), e Hijos de la mente (1994) escritos los primeros están La sombra de ender (1999), Primeros encuentros (2004) (una antología de cuentos que completan diversas partes de la trama), La sombra del gigante (2005), La sombra del hegemon, Sombras en vuelo y Las sombras viven
- Datos: Q5926059